# Foto-opslagwebsite
Een foto-opslagwebsite staat internetgebruikers toe om afbeeldingen te uploaden naar een website. De website slaat de afbeelding vervolgens op op haar eigen server. Omdat veel mensen geen eigen webserver met opslagruimte hebben nam de populariteit van dergelijke websites aan het begin van de 21ste eeuw sterk toe. Foto-opslagwebsites worden voornamelijk gebruikt om foto's met vrienden of familie te delen of om afbeeldingen op fora weer te geven die zelf geen of weinig opslagruimte bieden.

## Werking
Gewoonlijk bieden foto-opslagwebsites een uploadinterface waar een gebruiker in zijn eigen computersysteem kan bladeren om een afbeelding te kiezen en daarna te uploaden. Sommige uploadwebsites bieden de mogelijkheid aan meerdere afbeeldingen in één keer te uploaden, alhoewel daarvoor vaak programmatuur geïnstalleerd moet worden. Dat kan voorkomen worden wanneer een website de mogelijkheid biedt zipbestanden, waarin meerdere bestanden ingepakt tot één bestand kan worden, te uploaden. Sommige websites beschikken over de optie om foto's te uploaden met FTP.